# Wen Ťia-pao
Wen Ťia-pao (čínsky pchin-jinem Wēn Jiābǎo, znaky 温家宝; * 15. září 1942) je bývalý předseda vlády Čínské lidové republiky a člen stálého výboru politbyra Ústředního výboru Komunistické strany Číny.

## Kariéra
Narodil se v Tchien-ťinu. Od roku 1960 studoval na geologickém institutu v Pekingu geomechaniku. Roku 1965 vstoupil do Komunistické strany Číny. Od roku 1967 pracoval v provincii Kan-su nejprve jako technik, v posledku zástupce ředitele geologického úřadu provincie. Roku 1982 se vrátil do Pekingu, kde pracoval na ministerstvu geologie, od roku 1983 jako náměstek ministra. O dva roky později přešel do stranického aparátu. V průběhu 80. a 90. let stoupal ve stranickém žebříčku. Navzdory tomu, že byl blízkým přítelem reformně naladěného předsedy komunistické strany Čao C'-janga, se mu podařilo udržet si svou pozici po událostech na náměstí Nebeského klidu v roce 1989.
Jeho nástup do nejvyšších pozic se datuje roku 1998, kdy se stal místopředsedou vlády a zároveň předsedou Ústřední hospodářské a pracovní komise. Byl zodpovědný zejména za ekonomickou, environmentální a zemědělskou politiku. Jeho klíčovým úkolem bylo připravit Čínu na vstup do Světové obchodní organizace (WTO), do které Čína vstoupila v roce 2001. V roce 2003 usedl do premiérského křesla, ve kterém vystřídal Ču Žung-ťia. V roce 2008 byl znovuzvolen na druhé pětileté funkční období.

## Politika
Z čínských politiků se nejvíce podobá charismatickým politikům Západu. V současnosti je nejpopulárnějším čínský politikem. Popularitu si získal nejen díky tomu, že je charismatický řečník, ale také tím, že se intenzivně zapojil do záchranných prací při dvou katastrofách z roku 2008 – do sněhové kalamity a zemětřesení v provincii S'-čchuan v roce 2008.
Na rozdíl od svých předchůdců se nezaměřuje na hospodářský rozvoj velkých měst a pobřežních oblastí, ale snaží se o růst čínského vnitrozemí a rovnoměrnějších rozvoj. Wen rovněž hrál důležitou roli při spouštění čínského stimulačního balíčku, kterým Čína v letech 2008 a 2009 reagovala na světovou hospodářskou krizi. V roce 2010 prosadil, aby Čína nakupovala dluhopisy zadlužených zemí eurozóny.